# Bandera de Mont-ras
La bandera oficial de Mont-ras té la següent descripció:
Bandera apaïsada, de proporcions dos d'alt per tres de llarg, groga, amb un món vermell cintrat i creuat de blanc, d'alçada 5/7 de la del drap, centrat sobre la divisòria dels primer i segon terç verticals.
Va ser aprovada el 19 de juliol de 2000 i publicada en el DOGC el 9 d'agost del mateix any amb el número 3201.